# Mas Vilanova (Santa Maria d'Oló)
El Mas Vilanova és una obra de Santa Maria d'Oló (Moianès) inclosa a l'Inventari del Patrimoni Arquitectònic de Catalunya.

## Descripció
Mas de planta rectangular, amb diferents alçades fruit de diferents reformes i ampliacions. Hi ha indicis que el mas primitius era simplement un cos rectangular cobert a dos vents, amb cornisa genovesa simple i amb el carener perpendicular a la façana. Era una construcció de dues plantes, amb un portal d'entrada d'arc rebaixat i amb escasses obertures, totes elles adovellades amb grans carreus i amb alguna llinda amb ornamentacions de tradició gòtica. Al segle xviii es va ampliar la casa adossant-hi un cos rectangular de tres plantes pel cantó de ponent i aixecant un vent de la casa. Al sud-oest hi ha adossada la capella romànica de Sant Jaume de Vilanova.

## Història
El lloc de Vilanova és documentat des del 1093; la capella de Sant Jaume de Vilanova ho és des de finals del segle xii.
Almenys des del segle xiv hi ha constància del mas Vilanova, moment que surt citat en una relació de masos de la parròquia de Santa Maria d'Oló. D'aleshores ençà són nombroses les notícies que es tenen.
Al segle xviii, el mas es va ampliar considerablement, assolint les dimensions actuals; una llinda recorda aquestes reformes amb la inscripció "1798 Jaume Vila Nova"